# Matyra
La rivière Matyra (en russe : Матыра) est un cours d'eau de Russie et un affluent de la rive gauche de la Voronej, dans le bassin hydrographique du Don.
La Matyra arrose les oblasts de Lipetsk et de Tambov. Elle est longue de 180 km et draine un bassin de 5 180 km2. Elle est principalement alimentée par la neige (régime nival). Elle gèle habituellement de novembre – décembre à la fin mars ou au début du mois d'avril.
La principale ville arrosée par la Matyra est Griazi, dans l'oblast de Lipetsk.

## Source
- Grande Encyclopédie soviétique